# Svenska Akademiens ordlista över svenska språket
Svenska Akademiens ordlista, förkortat som SAOL, är en koncentrerad ordlista i ett band, med en begränsad mängd ordförklaringar, som ges ut av Svenska Akademien sedan 1874 (till och med den sjunde upplagan år 1900 var verkets namn Ordlista över svenska språket). Ordlistan är tänkt att vara en förteckning över det levande svenska ordförrådet och ges därför ut i, mer eller mindre regelbundna, nyutgåvor med ibland stora revideringar. I den senaste, fjortonde utgåvan av ordlistan, SAOL 14 från 2015, utgick drygt 9 000 mindre vanliga ord medan 13 000 ord tillkom. Totalt innehåller SAOL 14 upplagor med 126 000 uppslagsord med uppgifter om stavning, uttal och böjning. I många fall anges också ordens betydelse, stil och bruklighet. Alla fjorton upplagor finns fritt tillgängliga digitalt.

## Utveckling
Balansen mellan de deskriptiva och de normativa inslagen har växlat mellan åren.
Från och med den trettonde upplagan (2006) behandlas "w" som en egen bokstav placerad mellan "v" och "x", i stället för att sorteras in under "v". Därmed räknar det svenska alfabetet (enligt SAOL) 29 separata bokstäver, en justering som etablerats enligt internationell praxis.

### Reformer av svenska språket
År 1906 infördes officiellt en svensk stavningsreform, då gammalstavning med dt avlöstes av nystavning med t (tt), samt f, fv, hv och w alla ersattes av v. Bokstaven q utmönstrades helt, men kom att leva kvar i svenskan genom lånord från andra språk, till exempel quisling och queer (quisling kom snabbt med i ordlistan efter andra världskriget).
Inom Svenska Akademien – en av den svenska språkpolitikens viktigare aktörer – var meningarna delade om nyheterna, och ingenting hände egentligen förrän 1916. Det året fick man brådstörtat ge ut en mindre lista med ny stavning, som motvikt till diverse inofficiella förteckningar som snabbt kommit ut på privat initiativ.
Det var egentligen först därefter som svenska språket genom SAOL fick en gemensam stavningsnorm. En ledstjärna var att stavningen någorlunda skulle avspegla uttalet i vardagligt tal för en majoritet av svenska folket. Därvid standardiserades stavningen för vissa ord på till exempel e och ä. Detta ledde till växlingar i bägge riktningar för ord som tidigare hade haft vacklande stavning både bland personer i allmänhet och i tryck – men däremot inte nödvändigtvis hade vacklat i SAOL. Exempelvis utmönstrades pels till förmån för päls, medan pängar (använt av till exempel Pär Lagerkvist i brev) reformerades till pengar och efventyr till äventyr. "Sverige" kunde vid början av 1900-talet stavas Sverge; när Selma Lagerlöf skrev Nils Holgerssons underbara resa genom Sverige uppmanades hon av de pedagoger som beställt boken att använda namnformen Sverge – men vägrade.
Den stora stavningsreformen i början av 1900-talet avrundades åren runt 1950. Då avskaffades pluralformerna av verben, och SAOL upphörde i samband med sin nionde upplaga att notera godt som accepterad sidoform för gott.

### Datorisering
Mycket manuellt arbete har sedan 1960-talet rationaliserats med hjälp av datorer. Redan i december 1965 startades ett projekt inom Nämnden för svensk språkvård, som för ändamålet fick ett bidrag på 92 675 kronor från Knut och Alice Wallenbergs stiftelse. Avsikten var att på magnetband mata in det svenska ordförrådet. Professor Carl Ivar Ståhle var initiativtagare till projektet.
Från och med upplaga 11 (1986) används datortekniken i arbetet med ordlistan. En tanke av datoriseringen var att också kunna lansera nya upplagor oftare. Dessa har därefter också kommit i princip en per årtionde – tolfte upplagan 1998, trettonde upplagan 2006  och fjortonde upplagan 2015.
Ordlistan finns sedan 2003 på internet – sedan 2009 fritt tillgänglig. På webbplatsen SAOLhist kan man söka i den senaste upplagan och flera tidigare upplagor, och jämföra sökresultaten. Den senaste utgåvan från 2015 (SAOL 14) finns även som app.

### Upplaga 14
Den senaste utgåvan från april 2015 har flera nyheter:
- alla substantiv, verb och adjektiv har böjningsuppgifter
- uttalsinformationen har utökats med uppgifter om grav och akut accent (som i nyckel respektive cykel)
- informationen om ordens betydelse förekommer i flera fall
- verb av typen hoppa av och hålla med (”löst sammansatta partikelverb”) tillkommer
- ett antal namn, bland annat namn på alla länder, tillkommer
- rekommendationerna utformas ännu tydligare.

Den mest påtagliga förändringen gäller som alltid ordförrådet där cirka 13 500 ord har tillkommit och cirka 9 000 ord har utmönstrats. Antalet uppslagsord är nu uppe i cirka 126 000. Antalet nya ord är det största sedan 1950 års upplaga.
Efter publiceringen av den tryckta utgåvan dröjde den digitala publiceringen, något som av flera bedömare sågs som en brist.

## Upplagor
Utgåvorna benämns SAOL 1–14.
| Upplaga | Utgivningsår | Antal ord (ca) | Antal sidor | Anmärkningar |
| ------- | ------------ | -------------- | ----------- | --- |
| 1       | 1874         | 33 000         | 334         | Gavs ut strax efter nyår 1874. Trycktes i endast 2 000 exemplar, som slutsåldes på några veckor. |
| 2       | 1874         | 33 000         | 334         | I princip ett nytryck av första upplagan, även om vissa smärre förändringar gjorts. Den kom till i och med att verket blev mycket populärare än förväntat. |
| 3       | 1875         | 33 000         | 334         | |
| 4       | 1880         | 33 000         | 334         | |
| 5       | 1883         | 33 000         | 334         | Även upplagorna 3, 4 och 5 utgör i grunden samma verk som den första upplagan. Endast små förändringar förekom. |
| 6       | 1889         | 41 400         | 304         | Den första där en rejäl revidering och utökning av verkets innehåll gjorts. I denna upplaga infördes noteringen att alla ord med bokstaven q (som qvinna, beqväm) även kan skrivas med k. Denna upplaga blev officiellt utsedd till norm för skolornas stavningsundervisning. Att antalet sidor är färre i denna än i tidigare upplagor beror på komprimering av texten, bland annat har ordklassnotering inte alltid angivits där det inte varit absolut nödvändigt.                                              |
| 7       | 1900         | 71 500         | 327         | Här var hela bokstaven q utmönstrad. Alla ord med qv var överflyttade till kv. Det enda egentliga ord med bokstaven q är Q-tecken. I sjunde upplagan frångick man bruket med stor bokstav i början på uppslagsorden. |
| 8       | 1923         | 85 000         | 378         | Trots att nystavningen infördes 1906 gavs ingen ny upplaga ut förrän 1923. Däremellan utgavs dock Ordförteckning över svenska språket (1916), där nystavningen arbetats in. Från och med den åttonde upplagan bands verket i det nu så karakteristiska blå klotbandet. Tidigare var banden oftast halvfranska, även om olika typer av konstläder också förekom. |
| 9       | 1950         | 155 000        | 607         | |
| 10      | 1973         | 135 000        | 616         | Med den tionde upplagan infördes en försvenskad stavning av flera ord, till exempel jos i stället för juice. Många av dessa har dock försvunnit i senare upplagor. |
| 11      | 1986         | 115 000        | 658         | |
| 12      | 1998         | 120 000        | 1 066       | Här infördes absolut alfabetisk bokstavsordning, vilket innebar att alla ord, inklusive sammansättningar och avledningar stod i alfabetisk ordning. Tidigare hade den s.k. samhörighetsprincipen gällt, det vill säga att alla sammansättningar och avledningar stod i ett och samma stycke under grundordet. Till exempel: I 11:e upplagan står ordet primör i stycket under primär, eftersom orden har samma latinska ursprung. I 12:e upplagan står primör som eget ord, efter alla sammansättningar på primär. |
| 13      | 2006         | 125 000        | 1 130       | Separering av initialbokstäverna v och w infördes. Tidigare stod exempelvis wienerbröd före volt. |
| 14      | 2015         | 126 000        | 1 596       | Utkom i april 2015. Partikelverb (t ex ”ge efter”, ”slå ifrån sig” och ”lägga ner”) står med som egna ord. En omdebatterad nyhet var att ordet "hen" kom med. |